# Siegfried Salzmann
Siegfried Salzmann (* 1. März 1928 in Hannover; † März 1994 in Bremen) war ein deutscher Kunsthistoriker und Kunstwissenschaftler.

## Leben und Wirken
Siegfried Salzmann wurde als Sohn des Musiklehrers Heinrich Salzmann und dessen Ehefrau Magdalena Salzmann, geborene Heinemeyer, geboren. Er studierte zunächst in Hannover und München, anschließend Kunstgeschichte in Göttingen, wo er 1956 unter Heinz Rudolf Rosemann mit seiner Dissertation über die Katharinenkirche in Osnabrück promoviert wurde. Sein Volontariat absolvierte er am Städtischen Museum Göttingen, wo er die Skulpturensammlung bearbeitete. Seit 1960 war Salzmann in verschiedenen Funktionen am Aufbau des Wilhelm-Lehmbruck-Museums in Duisburg beteiligt, das er von 1971 bis 1984 als Direktor leitete.
Von 1985 bis 1993 war er als Direktor der Bremer Kunsthalle tätig. Als Kunsthistoriker und Kunstwissenschaftler lag der Schwerpunkt seines Forschens und Sammelns auf der Kunst des 20. Jahrhunderts und dort besonders auf der Skulptur des zwanzigsten Jahrhunderts. Er hat viele Jahre am kritischen Werkkatalog der Plastik Wilhelm Lehmbrucks gearbeitet.
Salzmann starb zu Beginn des Jahres 1994 nach schwerer Krankheit im Alter von 66 Jahren in Bremen.

## Publikationen (Auswahl)
- Die Baugeschichte der Pfarrkirche St. Katharinen zu Osnabrück. Maschinenschrift, Göttingen 1956 (= Diss.).
- Mythos Europa – Europa und der Stier im Zeitalter der industriellen Zivilisation. Ellert & Richter, Hamburg 1988, ISBN 3-89234-086-2.